# Serve Air Cargo
Serve Air Cargo, fino al 2015 Services Air, era una compagnia aerea cargo con sede a Kinshasa, nella Repubblica Democratica del Congo. Operava servizi cargo di linea e charter nazionali e internazionali.

## Storia
La società fu fondata nel gennaio 1993 da Harish Jagtani con il nome di Services Air Cargo, ma non operò alcun volo fino al 2003. Gli unici aerei della flotta erano esclusivamente vecchi Antonov provenienti da ormai defunte aerolinee sovietiche e russe, tra cui Antonov An-12 e Antonov An-26, e altri velivoli a turboelica.
Nel 2009 fu introdotto il primo aereo a getto, un Boeing 727F, seguito poi da altri esemplari dello stesso modello e da tre Boeing 737-300. Foce la sua comparsa anche un Airbus A310. Nell'ottobre 2015 era stato adottato il nome Serve Air Cargo.
Services Air cessò le operazioni il 30 dicembre 2015 quando venne rinominata in Serve Air Cargo, ottenendo un nuovo certificato di operatore aereo solo nel 2019.
Questo servì a poco perché la società fu repentinamente inclusa tra i vettori aerei soggetti a divieto operativo nell'Unione europea, anche a causa dei diversi incidenti e per il mancato rispetto di adeguati standard di sicurezza.

## Flotta

### Flotta attuale
A dicembre 2022 la flotta di Serve Air Cargo è così composta:

### Flotta storica
Serve Air Cargo operava in precedenza con i seguenti aeromobili:
- Airbus A310-300F
- Antonov An-12
- Antonov An-26
- Douglas DC-6

## Incidenti
- L'8 gennaio 2005, l'Antonov An-12 di marche 9Q-CIH stava operando un volo cargo tra l'aeroporto Internazionale di Entebbe e l'aeroporto di Kinshasa, nella Repubblica Democratica del Congo. L'Antonov si schiantò al suolo mentre si avvicinava alla capitale congolese. Tutti i 6 membri dell'equipaggio persero la vita. Gli investigatori appurarono che l'incidente era avvenuto a causa di un guasto a un motore e al sovraccarico dell'aereo. Venne inoltre scoperto che la compagnia non disponeva di alcun certificato di operatore aereo.[13]
- Il 26 maggio 2009, l'Antonov An-26 di marche 9Q-CSA stava operando un volo cargo tra l'aeroporto Internazionale di Goma e l'aeroporto di Matari, nella Repubblica Democratica del Congo. Durante l'avvicinamento alla destinazione, l'aereo precipitò lasciando solo un sopravvissuto tra i quattro membri dell'equipaggio.[14]
- Il 24 dicembre 2015, l'Airbus A310-304F di marche 9Q-CVH operante un volo cargo tra l'aeroporto Internazionale di Lubumbashi e l'aeroporto di Mbuji-Mayi uscì di pista durante l'atterraggio a Mbuji-Mayi e colpì diverse case, provocando la morte di otto residenti e ferendone altri nove. Nessuno a bordo perse la vita.[15]
- Il 10 settembre 2017, un Antonov An-26, marche 9S-AFL, subì un guasto a un motore poco dopo il decollo da Goma, nella Repubblica Democratica del Congo. Nel tentativo di effettuare un atterraggio di emergenza, l'aereo uscì di pista. Non si registrarono vittime.[16]
- Il 4 marzo 2018, un Boeing 737-300F, marche 9S-ASG, uscì di pista durante l'atterraggio a Lubumbashi causando il collasso del carrello di atterraggio anteriore e danni al carrello e al motore sinistro. L'indagine appurò che l'incidente era avvenuto a causa di errate azioni dei piloti. Tra i fattori che contribuirono vi erano un periodo di addestramento al simulatore troppo ridotto e il sovraccarico dell'aereo.[17]
- Il 21 gennaio 2019, un Boeing 737-300F, marche 9S-AHJ, subì il collasso del carrello di atterraggio sinistro durante l'atterraggio a Kinshasa. Nessuno rimase ferito né ci furono vittime; l'aereo subì danni sostanziali ma venne in seguito riparato. Le indagini sono, al 2020, ferme a causa della mancanza di fondi, addestramento e staff.[18][19]